# Каприата-д’Орба
Каприата-д’Орба (итал. Capriata d'Orba) — коммуна в Италии, располагается в регионе Пьемонт, в провинции Алессандрия.
Население составляет 1857 человек (2008), плотность населения составляет 66 чел./км². Занимает площадь 28 км². Почтовый индекс — 15060. Телефонный код — 0143.
Покровителем коммуны почитается святой апостол Пётр, празднование 29 июня.

## Демография
Динамика населения:

## Администрация коммуны
- Официальный сайт: